# 전등사
전등사(傳燈寺)는 대한민국 인천광역시 강화군 길상면 온수리의 정족산에 위치한 사찰이다. 정족산성 안에 자리 잡고 있으며, 대웅전, 약사전, 범종 등 대한민국의 보물이 소장되어 있다. 경내에 조선왕조실록을 보관하던 정족산 사고가 있다.
고구려 시기부터 사찰이 세워져 여러 차례 이름을 바꾸고 중수되었다. 전등사란 이름은 고려 후기 충렬왕 때 붙여진 것이다. 현재의 건물은 조선 광해군 때 중수된 것이다.

## 역사
고구려 소수림왕 11년인 381년에 아도화상이 창건한 것으로 전해진다. 이것이 사실이라면 현존하는 한국의 사찰 중 가장 역사가 길다. 아도화상이 처음 절을 지을 때는 진종사(眞宗寺)로 명명했다.
고려 고종 46년인 1259년에 진종사 경내에 가궐을 지은 것으로 다시 기록에 등장한다. 고려는 1232년부터 1270년 사이 강화도에 임시 도읍을 정했다. 1266년 진종사는 크게 중창되었으며, 충렬왕 8년인 1282년 충렬왕의 왕비 정신부주(정화궁주)가 진종사에 시주한 것을 계기로 전등사로 이름이 바뀌었다. 전등은 ‘불법(佛法)의 등불을 전한다’는 뜻으로, 법맥을 받아 잇는 것을 뜻한다.
고려 왕실은 전등사에 각별한 관심을 기울여 계속해서 중수가 이루어졌으나, 조선 광해군 대에 이르러 화재로 건물이 소실되어 1621년 재건되었다.
조선왕조실록을 보관하던 마니산 사고가 병자호란으로 훼손된데다 효종 4년(1653년) 화재로 소실되자 1660년 전등사 경내에 정족산 사고를 설치하고 실록을 보관하게 하였다. 정족산 사고는 적장산, 오대산, 태백산과 함께 조선 후기의 실록 보관소가 되었다. 1707년, 강화 유수였던 황흠은 사고를 고쳐 짓고, 다시 별관을 지어 취향당이라 이름하였다. 그때부터 정족산 사고는 실록은 물론 왕실의 문서까지 보관하는 보사권봉소로 정해졌다. 1726년에는 영조가 직접 전등사를 방문해 ‘취향당’ 편액을 내렸고, 1749년에는 영조가 시주한 목재를 사용해 전등사를 중수하였다.
한때 한용운과 만공의 상좌인 춘성이 주지로 근무하기도 했다.

## 건물 및 문화재

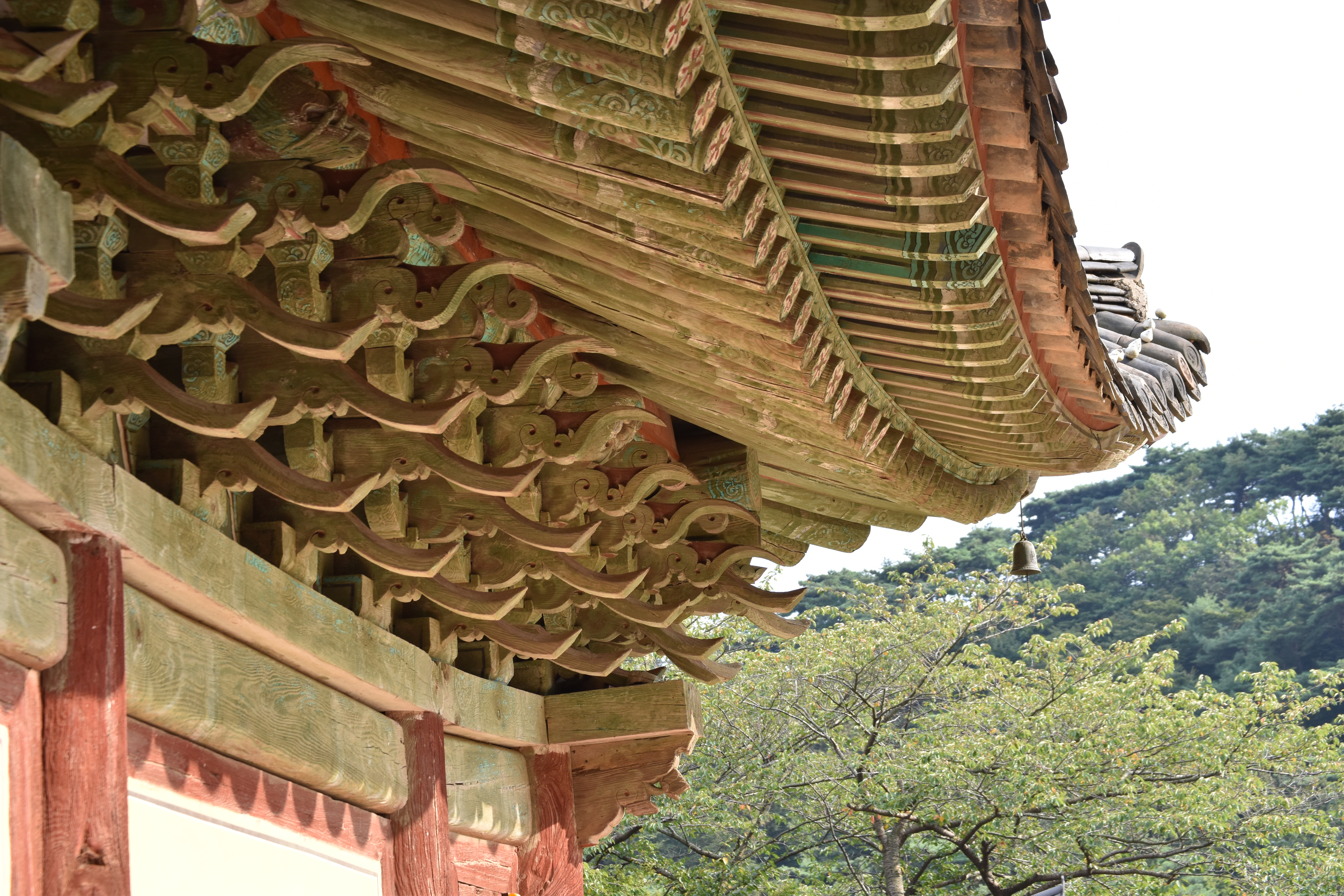
전등사 대웅보전의 공포

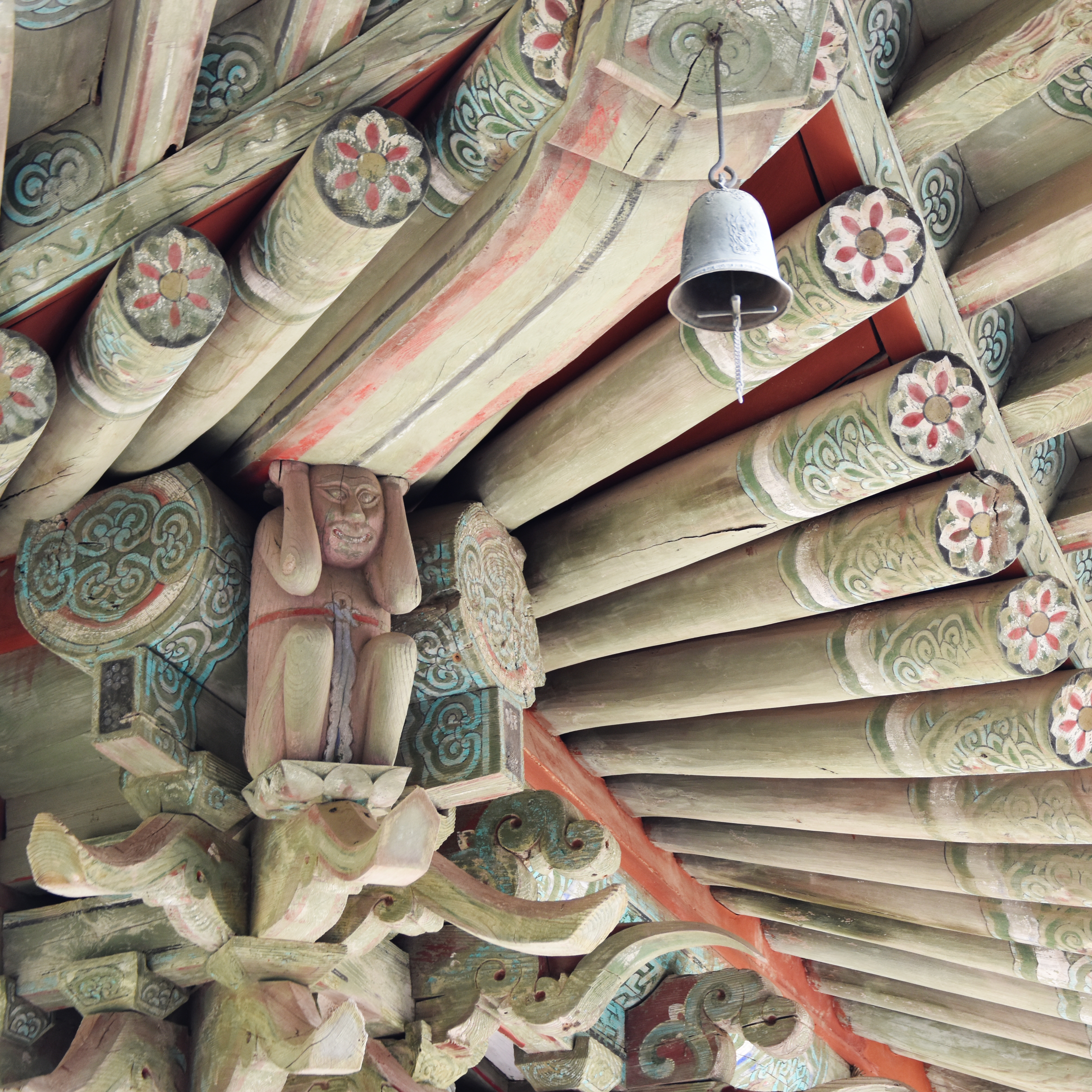
전등사 대웅보전 추녀의 목상

강화 전등사 대웅전은 보물 178호로 지정되어 있으며, 약사전(보물 179호), 범종(보물 제393호) 등 보물급 유적을 비롯해 국가사적, 인천시 지정 유형문화재 등이 있다.

### 대웅전
전등사 대웅전(傳燈寺大雄殿)은 대한민국의 보물 제178호이다. 전면 3칸 측면 3칸의 팔작지붕 건물로 지붕 처마를 받치기 위한 공포가 기둥 위뿐만 아니라 기둥 사이에도 있는 다포 양식이다. 1615년(광해군 7)에 기공하여 1622년에 준공되었다.
대웅전 앞에는 돌로 만든 누기(漏器)가 남아 있는데 물시계의 일부였던 것으로 추정되고 있다.

#### 전설
대웅전 지붕을 떠받치고 있는 목각상을 벌거벗은 여인인 나부상(裸婦像)이라고 하는데 거기에는 대웅전 중수를 맡은 도편수가 달아난 여인에 대한 배반감으로 조각했다는 전설이 내려온다. 그러나, 그 목각상이 원숭이라는 주장도 있다. 그것은 한글대장경 《육도집경》에 나오는 석가모니의 전생 이야기에서 비롯된다. 전생에 석가모니는 원숭이 500마리를 거느린 원숭이 왕이었는데 무리를 안전하게 지키고자 자신을 희생한 일이 있었다. 그 이야기에서 착안하여 원숭이들의 석가모니에 대한 끝없는 존경심을 표현하기 위해 네 마리 원숭이들이 처마를 받들어 지붕을 들고 있게 배치했다는 것이다.

### 약사전
전등사 약사전(傳燈寺藥師殿)은 보물 제179호이다. 전등사에 있는 조선시대 중기의 목조건물. 약사여래좌상을 모신 건물로, 불교 신자들이 병을 고칠 목적으로 이곳에서 불공을 드리곤 하였다. 정면 3칸, 측면 3칸의 단층 팔작지붕 건물로, 다포집 계통에 속하며, 건립 시기는 대략 1621년으로 추정된다.

### 범종

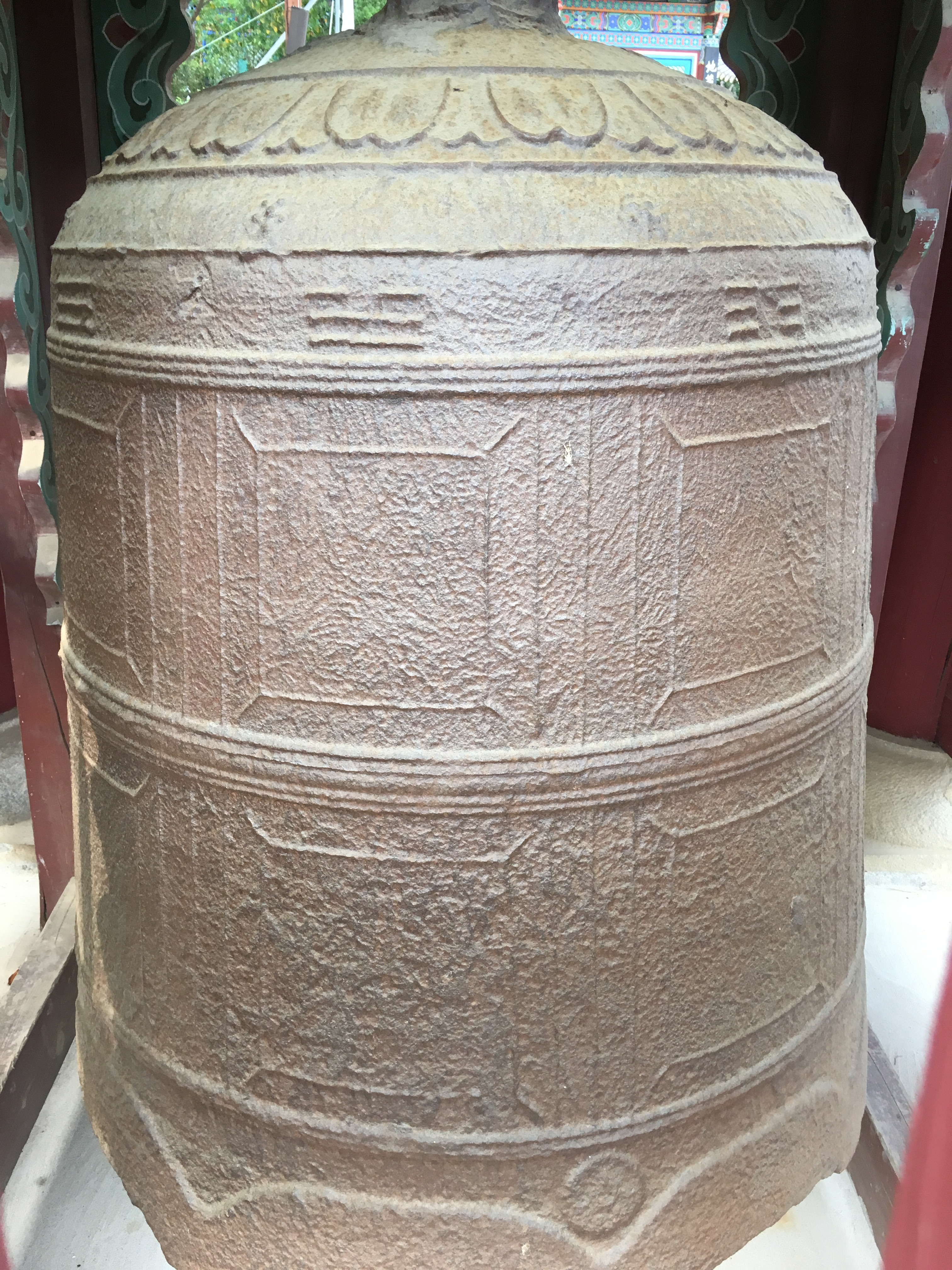
전등사 철종

전등사 범종(傳燈寺 梵鐘)은 보물 제393호이다. 전등사의 종각에 있는 북송(北宋)시대의 종으로, 높이 1.64m, 입지름 1m이다. 꼭대기에는 좌우에서 쌍룡이 등을 지고 웅크리고 있는 모습의 꼭지가 있을 뿐 몸통은 없다. 형태가 장중하고 조각이 웅걸하며 소리가 맑다.
본래 중국 송나라 때 허난성 백암산 숭명사에 있던 것으로, 1097년에 만들어진 것이라고도 전한다. 일제강점기에 무기를 만들기 위해 일본 군인들이 쇠붙이를 거두어들일 때 전등사 범종도 강제로 빼앗겼다. 광복 후 부평 군기창에서 큰 종이 발견되었으나 그것은 전등사 범종이 아니라 송나라 때 만든 종이었으며, 그것이 오늘날 전등사 종루에 매달려 있는 것이다.

## 체험 및 시설

### 템플스테이
전등사에서는 내·외국인을 위한 다양한 템플스테이 프로그램을 운영하고 있다.

## 미디어
- MBC TV의 UHD 세상탐험에서 전등사가 잠깐 소개되었다.

## 사진

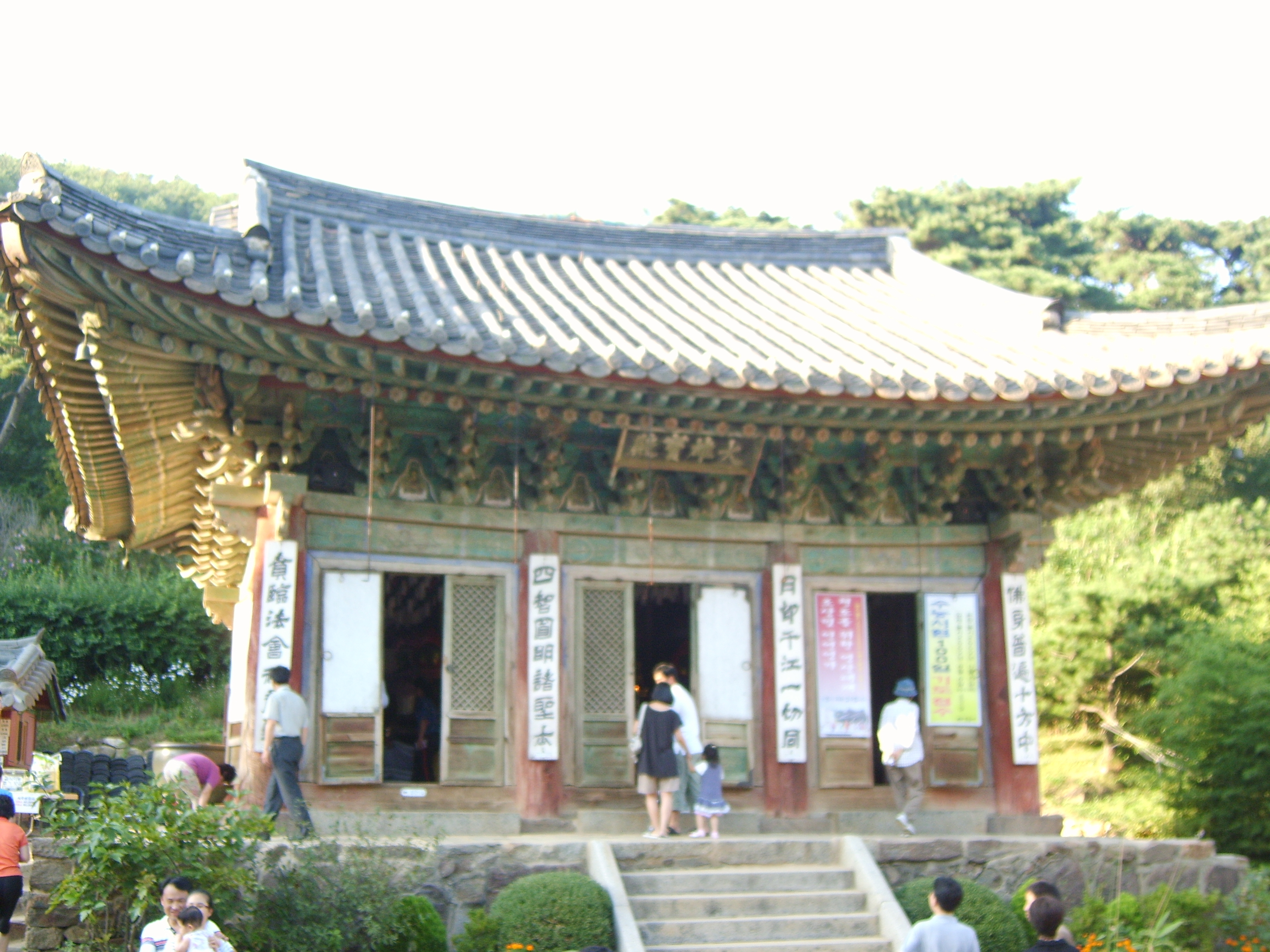
대웅전
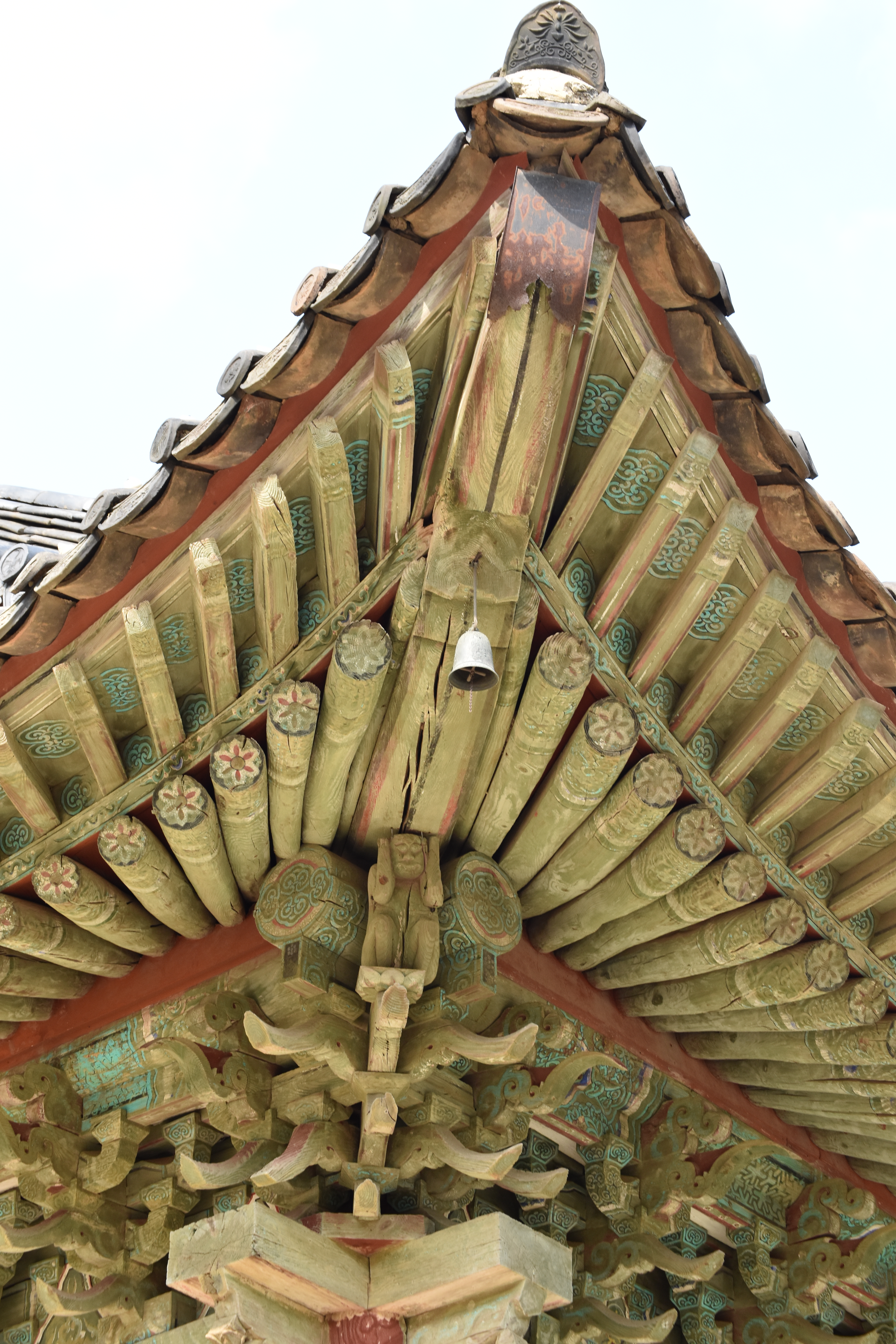
대웅보전의 추녀
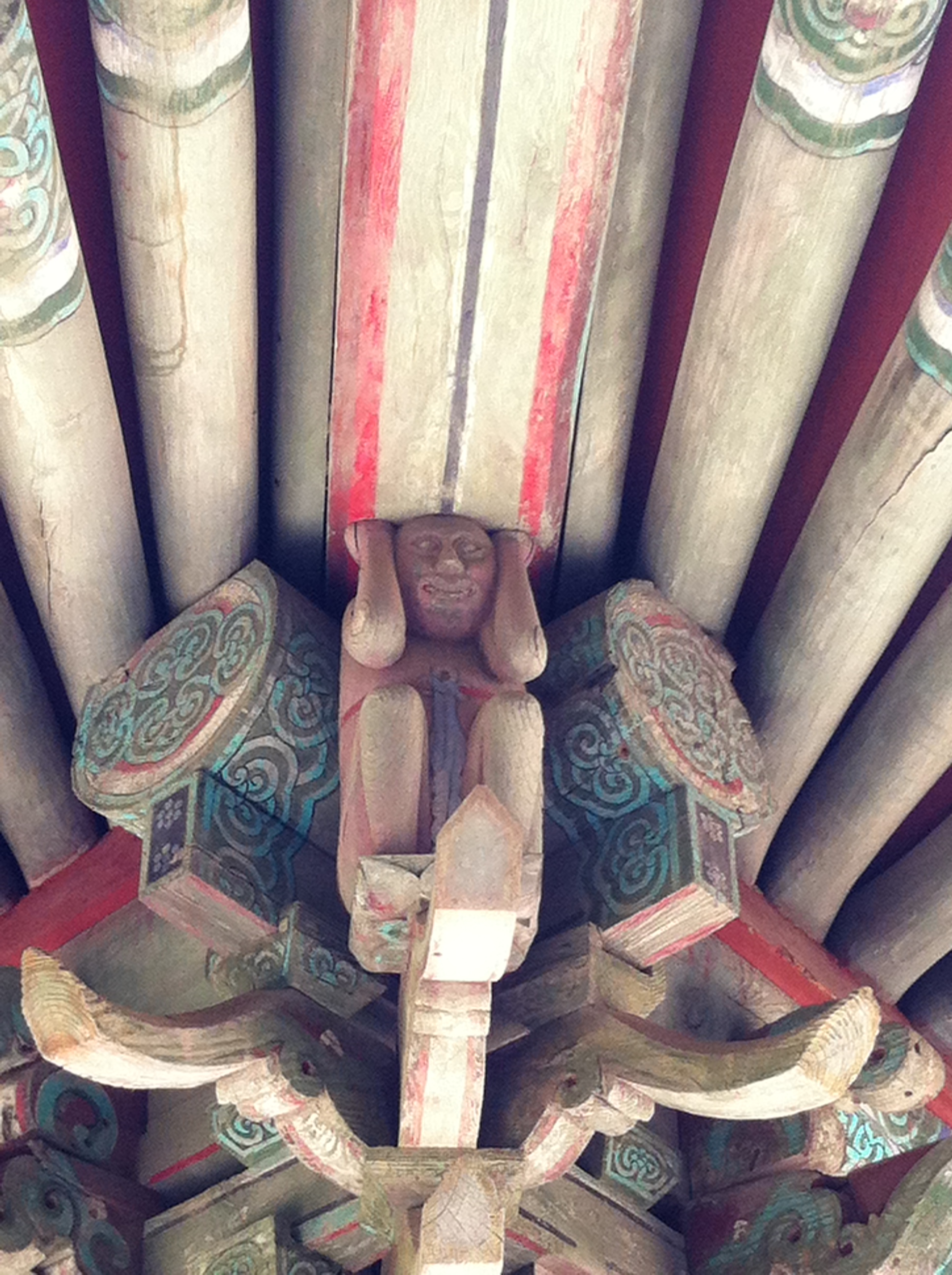
대웅전 지붕을 떠받치고 있는 목각 인형
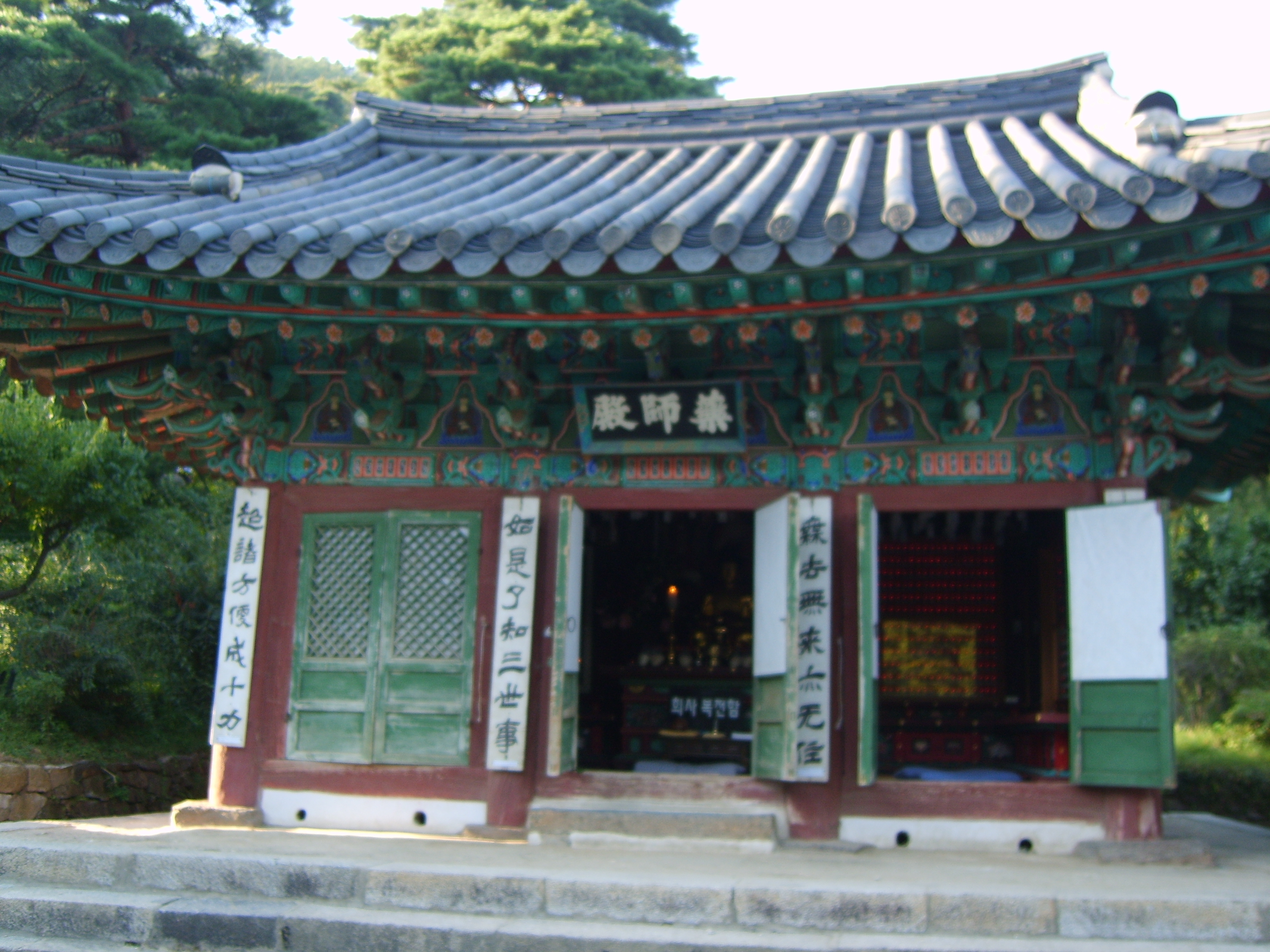
약사전
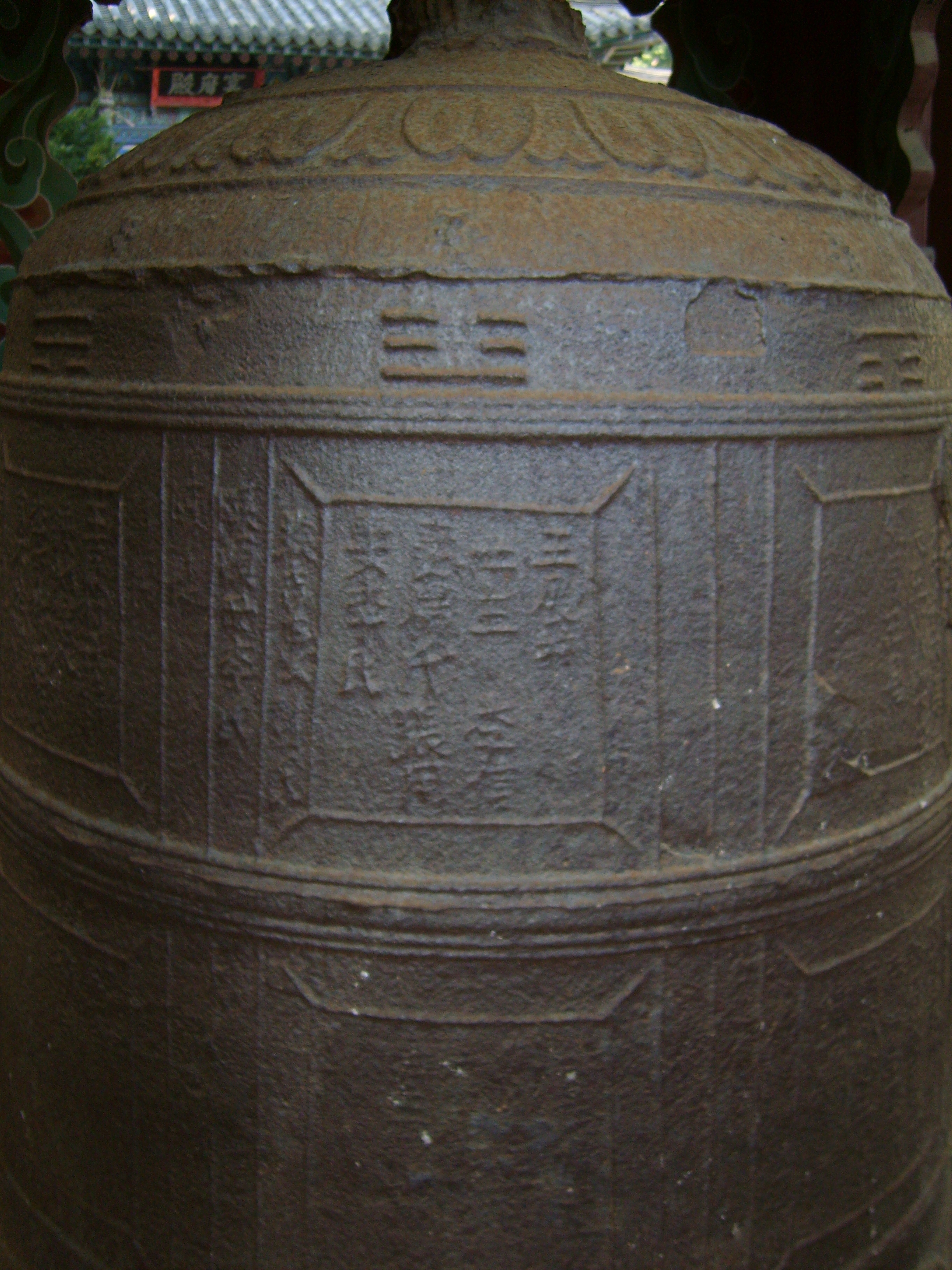
동종
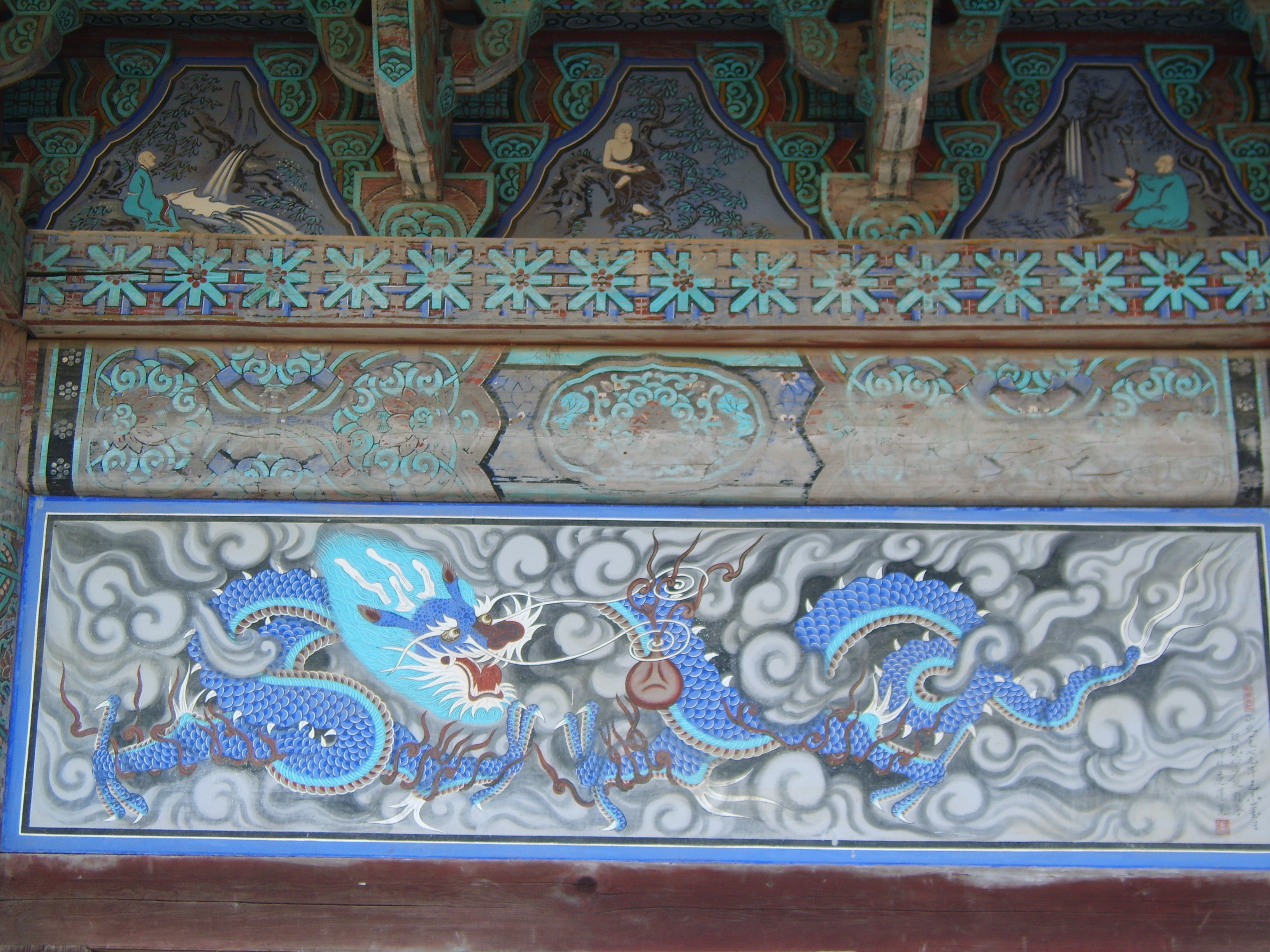
명부전 벽화

## 같이 보기
- 정족산
- 마니산
- 참성단
- 이춘성
- 정신부주(정화궁주)
- 강화 정족산성진지 - 인천광역시 기념물 제66호
- 강화 정족산사고지 - 인천광역시 기념물 제67호

## 참고 문헌
- 이 문서에는 다음커뮤니케이션(현 카카오)에서 GFDL 또는 CC-SA 라이선스로 배포한 글로벌 세계대백과사전의 내용을 기초로 작성된 글이 포함되어 있습니다.
- “창건 배경과 역사”. 전등사. 2008년 6월 25일에 원본 문서에서 보존된 문서. 2008년 2월 17일에 확인함.
- “전설 속의 전등사”. 전등사. 2007년 9월 18일에 원본 문서에서 보존된 문서. 2008년 2월 17일에 확인함.